# Quintana de la Tuta

La Quintana de la Tuta, respecte del terme de Castellcir

La Quintana de la Tuta és un paratge a cavall dels termes municipals de Castellcir i de Moià, a la comarca del Moianès.
Està situada en el sector nord-occidental del terme, formant un arc que s'estén del sud a l'est de la masia de la Tuta, a banda i banda del límit dels dos termes. És a ponent dels Plans de la Tuta, al nord-est, est i sud-est de les Roques Foradades. És dalt de la carena que separa les valls del torrent Mal, a ponent, i del torrent de la Mare de Déu, a llevant.

## Etimologia
Deu el seu nom al fet que aquests camps són adjacents a la masia de la Tuta; la paraula quintana reflecteix exactament aquest concepte.